# 占美·卡特號核動力攻擊潛艇

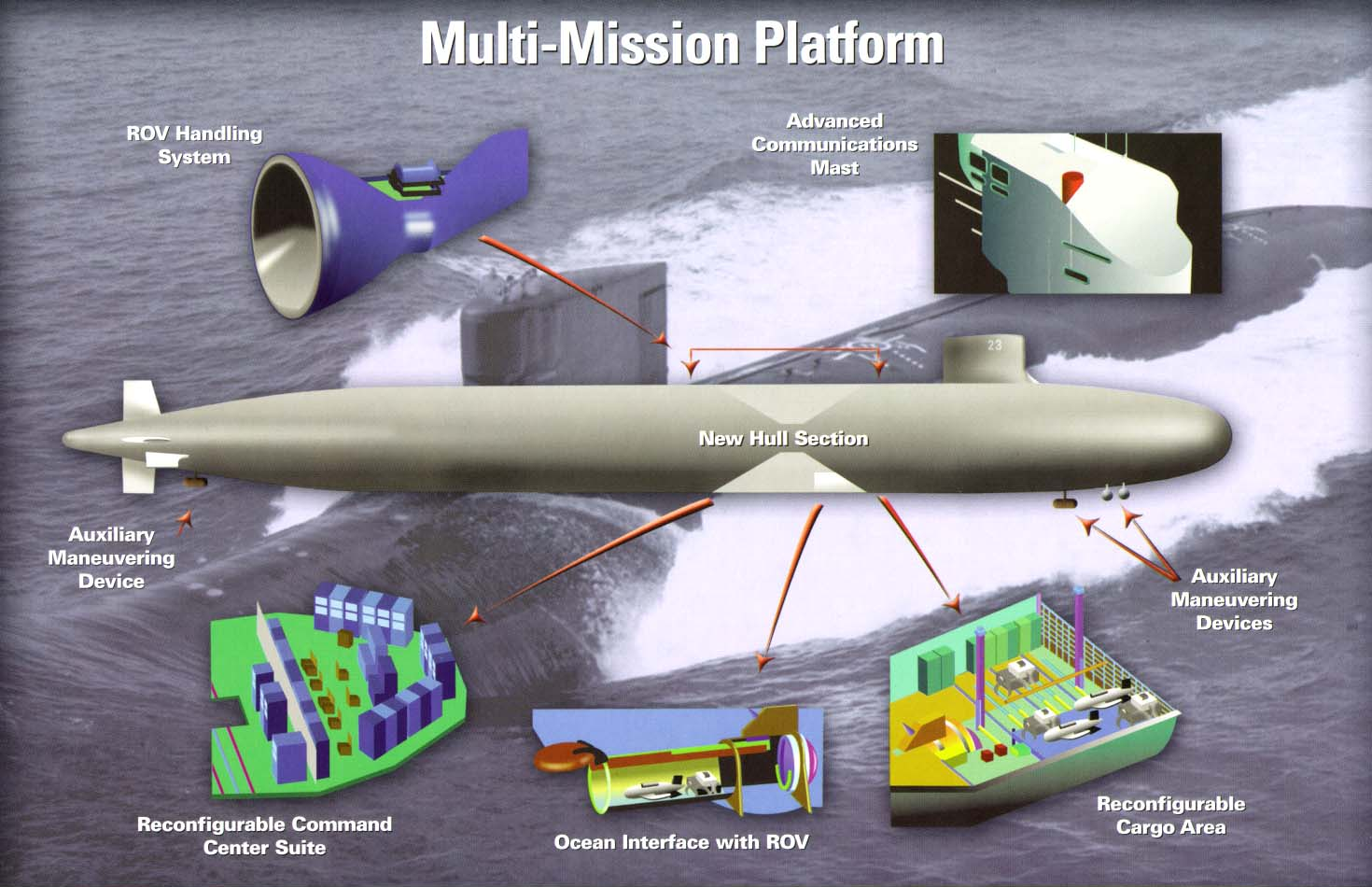
吉米·卡特号结构示意图，显示新增部分

占美·卡特號核動力攻擊潛艇（英語：USS Jimmy Carter (SSN-23)）是美国海军最后一艘海狼级核动力快速攻击潜艇，于2005年服役，以美国第39任总统吉米·卡特命名。卡特总统是唯一一位获得潜艇资格认证的美国总统。她也是唯一一艘以在世总统命名的潜艇，同时也是美国海军历史上第三艘以在世人物命名的潜艇。该艇在原型基础上大幅改装，常被视为独立的“子级”。

## 历史

### 建造
吉米·卡特号于1996年6月29日由通用动力公司旗下的电船公司（位于康涅狄格州格罗顿）获得建造合同，龙骨铺设于1998年12月5日。最初计划于2001年末或2002年初服役。1999年12月10日，电船公司获得一项8.87亿美元的追加合同，用于将该艇改装为新型潜艇系统测试平台，并接替帕切号（Parche）执行机密任务。
在改装过程中，该艇增加了100英尺（30）（约30米）的艇体中段，新增排水量达2,500吨，构成“多任务平台”（MMP）。此段配置了供潜水员、遥控潜水器（ROV）和特种作战设备使用的海洋接口、ROV操控系统、任务系统存储与部署区，并通过耐压通道与艇艏艇艉相连，便于艇员通行。
2004年6月5日，该艇举行洗礼仪式，赞助人为前第一夫人罗莎琳·卡特。由于大幅改装，吉米·卡特号比康涅狄格号晚六年服役，也比弗吉尼亚号晚近四个月。
该艇前后装备有额外操控装置，便于在复杂洋流中悬停于目标上方。有分析认为，其MMP部分可能用于海底光纤电缆接入任务。

### 部署
2004年11月19日，吉米·卡特号完成首次出海的α试航。12月22日，电船公司将其交付美国海军，2005年2月19日正式在新伦敦海军潜艇基地服役。
2005年10月14日，该艇开始从新伦敦驶往新母港——基萨普海军基地班戈附属港。但因表面航行期间遭遇异常大浪受损，被迫返回维修，次日重新启航，并于11月9日下午抵达。
2017年4月与9月，吉米·卡特号两次返回班戈基地，均升起骷髅旗，这是海军潜艇完成特殊成功任务的传统标志。